# La famiglia Winshaw
La famiglia Winshaw è un romanzo dello scrittore britannico Jonathan Coe, pubblicato per la prima volta nel 1994.

## Trama
Protagonista è Micheal Owen, uno scrittore di poca fama, incaricato da Tabitha Winshaw di scrivere una storia della sua famiglia e nel contempo scoprire se era stato davvero Lawrence Winshaw a procurare la morte in guerra di suo fratello Godfrey, nel 1942.
Nella prima parte si alternano episodi della vita dei vari membri della famiglia Winshaw, per gran parte ambientati negli anni ottanta, e racconti, in prima persona, della vita di Mr. Owen, che si rivela sempre più strettamente legata alle vicende dei Winshaw. Nella seconda parte, invece, Micheal Owen e i membri della famiglia Winshaw si ritrovano nella vecchia casa di famiglia per l'apertura del testamento di Mortimer Winshaw.
Narrare le vicende degli avidi e rapaci membri della famiglia è l'occasione per mettere in luce gli aspetti più oscuri dell'Inghilterra thatcheriana e il disprezzo delle élite nei confronti delle masse.
Nel libro si fa frequente riferimento al film Sette allegri cadaveri (What a Carve Up!, che dà il titolo al romanzo), film che Owen aveva visto per metà al cinema il giorno del suo nono compleanno e che continua a tornargli in mente. E, in effetti, in alcune occasioni la realtà rivelerà corrispondenze con il film.

## Edizioni in italiano
- Jonathan Coe, La famiglia Winshaw, traduzione di Alberto Rollo, Feltrinelli, Milano 1995
- Jonathan Coe, La famiglia Winshaw, traduzione di Alberto Rollo, Feltrinelli, Milano 2001
- Jonathan Coe, La famiglia Winshaw, traduzione di Alberto Rollo, Feltrinelli, Milano 2014
- Jonathan Coe, La famiglia Winshaw, traduzione di Alberto Rollo, Feltrinelli, Milano 2020